# Ituri
Ituri (en llatí Iturius) era un client de Júnia Silana, que el va utilitzar a ell i a un company, Calvisi, per llançar una acusació de majestas contra l'emperadriu Agripina l'any 56. Pels llaços clientelars, Ituri no es podia negar i havia de satisfer les peticions dels seus patrons.
Quan l'acusació va fracassar els seus patrons el van desterrar, però després de la mort d'Agripina, Neró el va deixar tornar del seu exili.